# Ye Banished Privateers
A Ye Banished Privateers svéd folk-rock együttes, amely 2008-ban alakult Umeå városában.
Dalaikra a hagyományos ír és skandináv népzene volt hatással, szövegeik pedig leginkább a tizenhetedik és tizennyolcadik században történt eseményekről szólnak.
Fellépéseik során kalózokat játszanak, történelmi ruhákat viselnek és színészkednek is, ezáltal a fellépéseik a zene és a színház keveréke.
A zenekart Björn Malmros és Peter Mollwing alapították 2008-ban. Korábban a Totentanz kiadó adta ki a lemezeiket, 2017 óta a Napalm Records kiadóval állnak szerződésben.
Körülbelül 30 taggal rendelkeznek.

## Diszkográfia
- 2012 – Songs and Curses

- 2014 - The Legend of Libertalia (Totentanz Records)

- 2017 - First Night Back in Port (Napalm Records)

- 2020 - Hostis Humani Generis (Napalm Records)

- 2020 - Master of My Fate (Napalm Records)

- 2020 - Drawn And Quartered (Napalm Records)

- 2021 - A Pirate Stole My Christmas (Napalm Records)